# Wilhelm Holtzmann
Wilhelm Karl Adolf Holtzmann (* 29. November 1847 in Karlsruhe; † 19. September 1914 Karlsruhe) war ein  seit 1874 im badischen Staatsdienst stehender Jurist und Amtsvorstand, vergleichbar mit einem heutigen Landrat.

## Familie
Wilhelm Holtzmann war ein Sohn des badischen Prinzenerziehers und späteren Professor Adolf Holtzmann und dessen Frau Luise, geborene Wundt. Er heiratete am 10. Februar 1877 Luise, geborene Posselt (* 27. September 1851), Tochter des Dr. Wilhelm Posselt, Professor und praktischer Arzt, und der Babette, geborene Landfried. Aus dieser Ehe entstammt die Tochter Luise (* 17. Februar 1878).

## Ausbildung
Nach dem 1866 am Lyzeum Heidelberg abgelegten Abitur studierte Holtzmann ab dem Wintersemester 1866/67 Rechtswissenschaften an der Universität Heidelberg und danach im Sommersemester 1867 an der Universität Göttingen. Vom Wintersemester 1867/68 bis Sommersemester 1868 studierte er wieder an der Universität Heidelberg, um dann im Wintersemester 1868/69 an der Universität Berlin zu studieren. Danach wechselte er wieder an die Universität Heidelberg, wo er 1870 sein Studium abschloss. Vom 14. März 1871 war er Volontär beim Amtsgericht Karlsruhe, danach ab dem 11. Dezember 1871 beim Bezirksamt Offenburg und schließlich ab dem 19. Februar 1872 im Sekretariat des Ministeriums des Großherzoglichen Hauses, der Justiz und des Auswärtigen. Am 3. Juli 1872 wurde er Volontär beim Amtsgericht Sinsheim und anschließend beim Kreis- und Hofgericht Karlsruhe. Nach dem zweiten Staatsexamen im Mai 1873 nahm er sechs Monate Urlaub, um in der Schweiz seine französischen Sprachkenntnisse zu verbessern.

## Laufbahn
- 5. Januar 1874 Gehilfe beim Bezirksamt Heidelberg und danach ab dem 20. Januar 1874 beim Bezirksamt Offenburg
- 7. Juni 1875 Dienstverweser beim Bezirksamt Schönau und ab dem 20. Juli 1875 beim Bezirksamt Stockach
- 15. September 1875 Gehilfe  beim Bezirksamt Heidelberg und ab dem 25. Oktober 1875 im Sekretariat des Handelsministeriums in Karlsruhe
- 9. Juli 1875 Dienstverweser beim Bezirksamt Säckingen
- 4. Dezember 1876 Amtmann beim Bezirksamt Mannheim
- 17. April 1879 Amtmann und Amtsvorstand beim Bezirksamt Säckingen und dort am 24. April 1883 zum Oberamtmann befördert
- 9. April 1884 Oberamtmann und Amtsvorstand beim Bezirksamt Eberbach
- 6. Juli 1890 Oberamtmann und Amtsvorstand beim Bezirksamt Durlach und dort am 20. November 1895 zum Geheimen Regierungsrat ernannt
- 10. Juni 1896 Oberamtmann beim Bezirksamt Pforzheim
- 13. Juni 1899 Verwaltungsgerichtsrat in Karlsruhe und am 27. Juli 1906 zum Geheimen Rat 3. Klasse ernannt
- 1. September 1912 in den Ruhestand versetzt

## Nebentätigkeiten
- 1898 Mitglied im Schiedsgericht für gewerbliche Unfallversicherung in Pforzheim
- 1902 stellvertretender Vorsitzender, seit 22. April 1908 Vorsitzender des Schiedsgerichts für Arbeiterversicherung in Karlsruhe
- 1902 Mitglied des Verwaltungsgerichtshofes in Karlsruhe

## Auszeichnungen
- 1889 Ritterkreuz 1. Klasse des Zähringer Löwen-Ordens
- 1899  Ritterkreuz 1. Klasse mit Eichenlaub des Zähringer Löwen-Ordens
- 1902 Badische Jubiläumsmedaille
- 1912 Kommandeurkreuz 2. Klasse des Zähringer Löwen-Ordens